# Gonanticlea hyposcia
Gonanticlea hyposcia là một loài bướm đêm trong họ Geometridae.